# Hüttengrund (Hohenstein-Ernstthal)
Hüttengrund ist eine Siedlung direkt westlich von Hohenstein-Ernstthal im sächsischen Landkreis Zwickau.
Die Häusergruppe liegt im Tal des Hüttenbaches auf etwa 341 m und ist spätestens 1792 als Hütten Grund erstmals erwähnt. In Hohenstein-Ernstthal existiert eine Freiwillige Feuerwehr Hüttengrund. Im Hüttengrund liegt mit 299 m die niedrigste Stelle des Stadtgebietes. Bei Hüttengrund befindet sich das Hüttengrundviadukt.
Einzeln aufgeführte Einwohnerzahlen gibt es nicht. Allerdings besteht die Vermutung, dass die Siedlung auf der Wüstung Kirchberg errichtet wurde. Bei dieser handelt es sich um eine nicht sicher belegte Wüstung, die 1493 („Von wusten guttern vff dem Hohenstein“) und 1569 („auf dem Hohenstein“) erwähnt wurde und vermutlich zwischen Hohenstein, Kuhschnappel und Oberlungwitz lag. Dabei ist ein Ortsname nicht belegt, sondern nur der Flurname bekannt.